# Верх-Баганский
Верх-Баганский — упразднённый посёлок в Доволенском районе Новосибирской области России. На момент упразднения входил в состав Красногривенского сельсовета. Исключен из учётных данных в 1977 году.

## География
Располагался на реке Баган, в 13 км к северо-востоку от села Индерь.

## История
Посёлок Верх-Баган был основан в 1910 году. В 1928 году состоял из 84 хозяйств. В административном отношении входил в состав Черноводского сельсовета Индерского района Новосибирского округа Сибирского края. В посёлке располагались школа 1-й ступени и маслозавод. С 1954 года в Озёрском сельсовете; в 1961 году передан в Сарыбалыкский (с 1972 года Красногривский) сельсовет.
Решением Новосибирского облисполкома от 20.01.1977 г. № 26 посёлок исключен из учётных данных.

## Население
По переписи 1926 г. в посёлке проживало 505 человек (238 мужчин и 267 женщин), основное население — украинцы.